# هكيمكلي
هكيمكلي (بالأحرف اللاتينية Hakimakli) واسمه الكامل سدريك آييلو (بالأحرف اللاتينية Cedric Aiello) مذيع و«دي جاي» من أصل إيطالي جزائري مختلط.
سدريك أييلو وُلِد في مدينة ليون، فرنسا وانتقل إلى العاصمة الفرنسية باريس وهو في الرابعة عشرة من عمره. العام 1992 انضم إلى أسرة FG DJ Radio (وكان اسمها آنذاك Radio FG) متخذا الاسم الفني «هكيمكلي» وأصبح من أنجح مذيعي المحطة الموسيقية المختصة بالأغاني الراقصة الحديثة. هو بارغ في مجال إذاعة البرامج، وإدارة الأغاني، وإنتاج الموسيقى، خصوصا موسيقى الرقص، وهو من أهم مذيعي إذاعة FG DJ Radio حيث له برنامج يومي مهم بعنوان Starter FG وهو في ذات الوقت مدير البرمجة في الإذاعة والمسؤول عن اكتشاف المواهب فيها، وخصصت له الإذاعة موجة بث مستقلة على مدار الساعة (24 غلى 24) باسم FG Dance Hakimakli.
هكيمكلي هو أيضا المدير الفني في شركة إسطوانات ClubRevolution ويشترك بشكل مستمر في المهرجانات الموسيقية المختصة بالرقص، وتستضيفه المحطات التلفزيونية المختصة بموسيقى الشباب، وله أسلوبه الموسيقي الخاص في ما يسمى Urban Electro music
أطلق عام 2009 ألبومه Electro Urbain وله عدد من «السينغلز» ومنها عمله الناجح Dollaly الذي استعمل كموسيقى تصويرية لفيلم Astérix aux Jeux Olympiques (أي «أستريكس في الألعاب الأولمبية»). أتبع هكيمكلي ذلك بسينغل Dilly Dally وتغنيها Jamie Shepherd وهي من أهم المتعاونين والمتعاونات معه، وتغنّي أيضا في سينغل هكيمكلي One Love وله أغانِ مشتركة مع تونسيانو وDavid Guetta وClara Morgan وغيرهم.

## برامجه الإذاعية
- Programs on Radio FG
- RnB Chic
- FG Dance
- Starter FG (حاليا)

## الألبوم
- 2009: Electro Urbain

## السينغلز
- "Dollaly"
- "Dilly Dally"
- "Ding Dong"
- "Faded to Black"
- "One Love"

## الأفلام
- موسيقى فيلم Astérix aux Jeux Olympiques

## وصلات خارجية
- الموقع الرسمي
- موقع MySpace
- موقع Facebook  على فيسبوك.
- الموقع على SkyRock
- موقع FG DJ Radio
  - موقع برنامج هميمكلي Starter
  - موقع FG Dance Hakimali